# یائو مینگ
یائو مینگ (به چینی: 姚明) (زاده ۱۲ سپتامبر ۱۹۸۰ در شانگهای، چین) بازیکن بازنشسته بسکتبال اهل چین است که از سال ۲۰۰۲ در تیم هیوستون راکتز در اتحادیه ملی بسکتبال آمریکا بازی می‌کرد.
او در زمان بازی با ۲۲۹ سانتی‌متر قد، بلندقدترین بازیکن ان‌بی‌ای بود. یائو ۷ بار در تیم منتخب کنفرانس غرب ان‌بی‌ای، و ۳ بار به عنوان باارزش‌ترین بازیکن جام ملت‌های آسیا انتخاب شده‌است.
او در سال ۲۰۱۰ پس از یک جراحت، از حضور در مسابقات ان‌بی‌ای کناره‌گیری کرد.